# متحف الكتاب الأمريكيين
متحف الكتاب الأمريكيين، هو متحف للأدب الأمريكي والكتابة تم افتتاحه في شيكاغو في مايو 2017. تم تصميم المتحف بواسطة أذهل تصميم بوسطن.
المتحف الأمريكي مستوحى من متحف كتاب دبلن .

## المعارض
- قاعة الكتاب
- أصوات أمريكية
- مفاجأة رف الكتب
- كلمة شلال
- قاعة القراء
- عقل الكاتب
- غرفة الكاتب
- أعمال مميزة
- كلمة اللعب
- شيكاغو: مدينة الكتاب
- معرض الأطفال
- تغيير معرض المعارض [10]

## روابط خارجية
- متحف الكتاب الأمريكيين
- الافتتاح الكبير لمتحف الكتاب الأمريكيين، 15 مايو 2017